# Darren Campbell
Darren Campbell (* 12. září 1973, Manchester) je bývalý britský sportovec atlet, sprinter věnující se běhu na 100 metrů a 200 metrů. Na Letních olympijských hrách 2004 v Aténách získal zlatou olympijskou medaili ve štafetě 4 × 100 metrů společně s Marlonem Devonishem, Jasonem Gardenerem a Markem-Lewisem Francisem.
O titul štafetového mistra Evropy z roku 2002 přišel poté, co byl Dwain Chambers usvědčen z užívání dopingu a britské kvarteto bylo diskvalifikováno. Campbell odsoudil Chambersovo porušení pravidel, odmítal jeho návrat do reprezentace po vypršení trestu a na protest odmítl po vítězství na ME 2006 běžet čestné kolo.
Závodní kariéru ukončil v roce 2006. Působí jako běžecký trenér, pracoval s fotbalisty Manchester United FC a Milton Keynes Dons FC a ragbisty Saracens FC, osobně pomáhal Fernandu Torresovi zrychlit start na míč při jeho angažmá v Chelsea FC. Působí také v organizaci Youth Sport Trust, propagující sportovní aktivity mládeže. Účastnil se televizní soutěže Celebrity MasterChef.

## Úspěchy
| Závod    | Disciplína | Medaile  | Čas (s.) |
| -------- | ---------- | -------- | -------- |
| LOH 2004 | 4 × 100 m  | zlatá    | 38.08    |
| LOH 2000 | 200 m      | stříbrná | 20.14    |
| MS 1999  | 4 × 100 m  | stříbrná | 37.73    |
| MS 1997  | 4 × 100 m  | bronzová | 37.73    |
| MS 2003  | 4 × 100 m  | bronzová | 10.08    |